# 瓜德罗普大区委员会
瓜德罗普大区委员会（法語：Conseil régional de la Guadeloupe）是法国海外大区（海外省）瓜德罗普的大区一级立法机关。委员会办公地点设在巴斯特尔。

## 主席
- 瓜德罗普大区委员会主席